# Achranoxia semiflava
Achranoxia semiflava är en skalbaggsart som beskrevs av Ernst Gustav Kraatz 1883. Achranoxia semiflava ingår i släktet Achranoxia och familjen Melolonthidae. Inga underarter finns listade i Catalogue of Life.